# Tony Bergstrom
Steven Anthony Bergstrom, detto Tony (Salt Lake City, 6 agosto 1986), è un giocatore di football americano statunitense che gioca nel ruolo di offensive lineman per i Washington Redskins della National Football League (NFL). Fu scelto nel corso del terzo giro (95º assoluto) del draft NFL 2012 dagli Oakland Raiders. Al college giocò a football all'Università dello Utah.

## Carriera professionistica

### Oakland Raiders
Bergstrom fu scelto nel corso del terzo giro del Draft 2012 dagli Oakland Raiders. Dal momento che i Raiders in precedenti scambi avevano ceduto le proprie scelte del primo, secondo e terzo giro, Bergstrom divenne il loro primo giocatore selezionato nel Draft, grazie alla scelta compensatoria della fine del terzo giro ricevuta per aver perduto Nnamdi Asomugha come free agent nel 2011. Il 28 luglio firmò un contratto quadriennale per un totale di 2,586 milioni di dollari, inclusi 506.016$ di bonus alla firma. Debuttò come professionista il 14 ottobre 2012 contro gli imbattuti Atlanta Falcons. Chiuse la stagione giocando da guardia destra 9 partite, di cui una da titolare. Dopo aver giocato nella pre-stagione 2013, il 31 agosto venne inserito nella lista infortunati per un infortunio alla spalla.

### Houston Texans
Il 9 marzo 2016, Bergstrom firmò con gli Houston Texans.

## Vita privata
Sposato con Jessica, ha una figlia di nome Olivia.